# Osíčko
Osíčko település Csehországban, Kroměříži járásban. Osíčko Loukov, Podhradní Lhota, Komárno, Rajnochovice, Horní Újezd és Provodovice településekkel határos. Lakosainak száma 450 fő (2024. január 1.).

## Népesség
A település lakosságának változását az alábbi diagram mutatja:
| Lakosok száma | 510  | 560  | 550  | 508  | 495  | 477  | 453  | 459  | 451  | 450  |
|               | 1869 | 1890 | 1921 | 1950 | 1980 | 2001 | 2017 | 2019 | 2022 | 2024 |